# Králík říční
Králík říční (Bunolagus monticularis) je jediný druh rodu Bunolagus, jeden z nejvíce ohrožených savců na světě. Je endemitem Jižní Afriky, vyskytuje se výhradně v křovinaté pobřežní vegetaci okolo sezónních vodních toků v polopouštních ekoregionech střední a jižní Karoo na jihu Jihoafrické republiky.

## Popis
Je středně velký, na délku měří 34 až 47 cm a váží od 1,5 do 1,8 kg, samice bývá větší a těžší. Hlavními poznávacími znaky jsou černé proužky od kraje úst přes tvář k uším a bílé okroužení očí. Má měkkou, jemnou hnědou srst která je na břiše a krku zbarvená krémově, hnědý zkadeřený ocas je dlouhý 7 až 11 cm. Má poměrně krátké, hustě osrstěné nohy a dlouhé uši až 12 cm.

## Chování
Jednotlivá zvířata žijí osaměle na svých teritoriích, území samce se ale prolíná s více samičími. Tento stanovištní specialista žije v pásech husté pobřežní vegetace, širokých 100 až 200 metrů, která je tvořena převážně hustými křovinami rostoucími na výživné naplavené půdě přinášené sezónně se rozvodňujícími a vysychajícími řekami.
Je nočním tvorem, den tráví ve skrytu před dravci ve vyhrabané noře pod keři a teprve s nástupem noci vychází za potravou. Dokáže rychle běhat a při útěku skáče přes keře i metr vysoko.

## Stravování
Je býložravec a koprofág. Žere trávu, květiny, listy i kůru keřů v závislosti na ročním období; krátké deštivé je následováno dlouhým obdobím sucha. Jeho strava je velmi skromná, pro recyklaci minerálu jako vápník a fosfor a pro získání vitamínu B produkovaného bakteriemi v tlustém střevě požírá měkkou část (vylučována ve dne) svého trusu; tvrdá část (v noci) tvoří přirozený nestrávený odpad.

## Rozmnožování
Jsou polygamní zvířata, k páření dochází jednou ročně. Samec se páří s více samicemi, po spáření je opouští. Samice asi po 35 dnech březosti vrhne v době od srpna do května nejčastěji jedno, výjimečně dvě mláďata. Rodí se v noře vystlané trávou a chlupy, jsou holá, slepá a zcela odkázána na matčinou péči a kojení. Ve volné přírodě jen zřídka žijí déle než tři roky, v zajetí se dožívají i pěti let.

## Ohrožení
Žijí na územích která jsou soukromým majetkem a v dané oblasti jsou jedny z mála vhodných na přeměnu v zemědělsky využívanou půdu. Populace králíků říčních je i přes zákaz pod tlakem nelegálního lovu a odchytu, včetně ohrožování divokými psy a kočkami. Vhodné biotopy jsou neustále zmenšovány intenzivním spásáním dobytkem i sběrem dřeva na topení.
Přes postupně zaváděnou ochranu je pro velice pomalé rozmnožování velmi nesnadné docílit navýšení početního stavu druhu a zachránit jej před vyhynutím. Celá populace, asi 500 dospělých zvířat, žije v deseti subpopulacích oddělených od sebe antropogenními bariérami. Králík říční je podle Červeného seznamu IUCN řazen mezi kriticky ohrožené druhy (CR).